# つがる西北五広域連合
つがる西北五広域連合（つがるせいほくごこういきれんごう）は、五所川原市、つがる市、鰺ヶ沢町、深浦町、鶴田町、中泊町の2市4町で構成する、青森県の広域連合。介護認定、障害者自立支援等の関連事務を行う。

## 概要

### 管内のデータ
|                              | 人口      | 世帯数     | 面積        |
| ---------------------------- | --------- | ---------- | ----------- |
| 五所川原市                   | 051,044人 | 21,440世帯 | 0404.20km2  |
| つがる市                     | 030,338人 | 11,044世帯 | 0253.55km2  |
| 鰺ヶ沢町                     | 08,817人  | 03,752世帯 | 0343.08km2  |
| 深浦町                       | 07,285人  | 03,141世帯 | 0488.90km2  |
| 鶴田町                       | 012,290人 | 04,403世帯 | 046.43km2   |
| 中泊町                       | 09,831人  | 04,021世帯 | 0216.34km2  |
| 合計                         | 119,605人 | 47,801世帯 | 1,752.50km2 |
| 2020年（令和2年）10月1日現在 |           |            |             |

### 組織
組織図
- 広域連合長
  - 副広域連合長
    - 事務局
      - 総務課 - 総務係、介護認定審査係、障害判定審査係

    - 会計管理者
    - 病院事業管理者
      - 病院運営局
        - 人事課 - 人事係
        - 病院運営課 - 病院運営係
        - 看護局
        - 薬剤局
        - リハビリテーション局
        - 診療画像情報局
        - 臨床検査局
        - 栄養管理局
        - 医療安全管理局
        - 感染管理局
        - つがる総合病院
        - かなぎ病院
        - 鰺ヶ沢病院
        - つがる市民診療所
        - 鶴田診療所

職員定数
| 区分                       | 職員定数 |
| -------------------------- | -------- |
| 事務部局                   | 010人    |
| 病院運営局、病院及び診療所 | 720人    |
| 合計                       | 730人    |

## 所掌事務
1. 介護認定審査会の設置及び運営に関すること[6]。
2. 障害者の日常生活及び社会生活を総合的に支援するための法律（通称 : 障害者総合支援法）に基づく介護給付費等の支給に関する審査会の設置及び運営に関すること[6]。
3. 障害者総合支援法第89条の3第1項に基づく協議会の設置及び運営に関すること[6]。
4. 病院及び診療所の設置・運営並びに西北五地域保健医療圏自治体病院機能再編成計画を実現するための事業の実施並びに連絡調整に関すること[6]。
5. 広域にわたって処理することが適当な事務に係る課題の調査及び研究に関すること[6]。

## 運営施設

### 鰺ヶ沢病院
つがる西北五広域連合鰺ヶ沢病院（つがるせいほくごこういきれんごう あじがさわびょういん）は、青森県西津軽郡鰺ヶ沢町に所在する公立病院。

#### 診療科
- 内科
- 外科
- 整形外科
- 婦人科（休診中）
- 小児科
- 眼科
- 耳鼻咽喉科
- 歯科

2020年（令和2年）4月1日現在

#### 沿革
- 1962年（昭和37年）5月1日 - 鰺ヶ沢町立中央病院として開設[7]。
- 1981年（昭和56年）10月 - 病院を鰺ヶ沢町大字舞戸町字蒲生106番地10（現在地）に新築し、移転[7]。
- 2012年（平成24年）
  - 3月 - 鰺ヶ沢町立中央病院を廃止[7]。
  - 4月1日 - つがる西北五広域連合鰺ヶ沢病院が開設[7]。

### つがる市民診療所
つがる西北五広域連合つがる市民診療所（つがるせいほくごこういきれんごう つがるしみんしんりょうじょ）は、青森県つがる市に所在する診療所。

#### 診療科
- 内科
- 糖尿病内科
- 外科

2020年（令和2年）4月1日現在

### 鶴田診療所
つがる西北五広域連合鶴田診療所（つがるせいほくごこういきれんごう つるたしんりょうじょ）は、青森県北津軽郡鶴田町に所在する診療所。

#### 診療科
- 内科
- 外科
- 小児科

2020年（令和2年）4月1日現在